# Chromoepalpus uruhuasi
Chromoepalpus uruhuasi là một loài ruồi trong họ Tachinidae.